# Parcul din Carapciu pe Ceremuș
Parcul din Berhomet pe Siret (în ucraineană Карапчівський парк) este un parc și monument al naturii de tip peisagistic de importanță locală din raionul Vijnița, regiunea Cernăuți (Ucraina), situat în satul Carapciu pe Ceremuș. Este administrat de consiliul local.
Suprafața ariei protejate constituie 1,25 hectare, fiind stabilită administrativ în anul 2004 prin decizia comitetului executiv regional. Statutul a fost acordat pentru conservarea parcului în există 24 de specii de copaci și arbuști. Fostul Palat Krystofovych este situat pe teritoriul parcului, unde se află acum școala satului.